# Sebastian Fechner
Sebastian Fechner (ur. 15 listopada 1983 roku w Gostyniu) – polski piłkarz grający na pozycji obrońcy. W sezonie 2004/2005 zdobył mistrzostwo Polski z Wisłą Kraków. Od 2014 roku gra w Kani Gostyń.

## Osiągnięcia

### Wisła Kraków
- Ekstraklasa: 2004/05